# Ковальчук Михайло Сидорович
Миха́йло Си́дорович Ковальчу́к (5 червня 1933, Молочки, тепер Чуднівський район — 26 липня 2014, Маріуполь, Україна) — український театральний художник, заслужений художник УРСР (1979).

## Життєпис
1958 року закінчив Львівське училище прикладного мистецтва, працював художником-декоратором Севастопольського російського драматичного театру ім. А. Луначарського, з 1960 — працює в Донецькому російському драматичному театрі у місті Маріуполь, з 1972 — в ньому головний художник.
Працював по замовам в інших театрах — у містах Луганськ, Вінниця, Житомир, Таллін, Ленінград. Так, в Національному академічному театрі імені Івана Франка художник Ковальчук створив декорації для вистави, де головну роль виконувала народна артистка Наталя Ужвій. В Ленінградському театрі драми і комедії на Літейному проспекті він створив декорації до вистави «Не стріляйте в білих лебедів» за твором письменника Бориса Васильєва.
2013 року Ковальчук Михайло Сидорович дочекався персональної виставки в Художньому музеї імені Куїнджі. На виставці глядачі могли оцінити близько сорока творів сценографа. Ковальчук не втрачав творчий тонус і працював тридцять років як театральний художник в самодіяльному народному театрі Будинку культури заводу «Азовсталь», що підживлювало мистецьке життя в місті Маріуполь. Із власних збірок М. С. Ковальчук передав в місцевий музей оригінал гравюри Віктора Кофанова «На вулиці Куїнджі» (друк 1973 р.)

## Сценографія до вистав
Оформляв вистави:
- 1970 — «Приборкання норовливої» В. Шекспіра,
- 1971 — «97» М. Куліша,
- 1974 — «Макар Діброва» О. Корнійчука,
- 1974 — «Ідіот» за Ф. Достоєвським,
- 1976 — «Васса Желєзнова» М. Горького,
- 1977 — «Піднята цілина» за М. Шолоховим,
- 1978 — «Блакитні олені» О. Коломійця.

## Вибрані твори
- Автопортрет, 1964 р.
- «У Пскові»
- «Гулаг», 1981 р.
- «Велика вітчизняна війна», 2006 р.
- «Керманич голодомору», 2006 р.

## Родина
Дружина Віра Іванівна Агеєва. В родині дві доньки та дві онучки.